# Сосново (Татарстан)
Сосново (тат. Нарат) — село в Агрызском районе Республики Татарстан. Входит в состав Девятернинского сельского поселения.

## История
Известно как деревня с 1680 года, название произошло от фитонима татарского происхождения «нарат» (сосна).
В «Списке населённых мест Российской империи», изданном в 1876 году, населённый пункт упомянут как две казённые деревни 2-го стана Елабужского уезда Вятской губернии, при речке Кырыкмасе, расположенные в 85 верстах от уездного города Елабуга. В первой насчитывалось 36 дворов и проживало 220 человек (108 мужчин и 112 женщин), во второй было 86 дворов и проживало 546 жителей (253 мужчины и 293 женщины), имелась мечеть.
В 1890 году в деревне Соснова (Нератова) Сосновского сельского общества Исенбаевской волости Сарапульского уезда проживало 667 тептярей из башкир в 132 дворах и 194 государственных крестьянина из татар в 46 дворах (всего 861 человек, в том числе 445 мужчин и 416 женщин). Занимались земледелием (имелось 25,1 десятины усадебной земли, 963,7 десятин пашни, 182,5 десятин сенокоса, 14,2 десятины выгона, 767,6 десятин подушного леса и 102,4 десятины лесного надела, а также 137,9 десятин неудобной земли), скотоводством (180 лошадей, 240 голов КРС, 366 овец, 113 коз), пчеловодством (49 ульев в 17 дворах), из промыслов — подённой работой. Был 1 грамотный мужчина. С 1904 года работала русско-татарская земская школа.
По переписи 1897 года здесь проживало 820 человек (387 мужчин, 433 женщины), из них 818 магометан.
В 1905 году — 881 житель (431 мужчина и 450 женщин) в 182 дворах.
С 10 августа 1930 года деревня переходит в состав Красноборского района (в 1948 году — единственный населённый пункт Сосновского сельсовета), с 28 октября 1960 года — в состав Агрызского района, с 1 февраля 1963 года — в состав Елабужского района. 4 марта 1964 года окончательно вернулась в состав Агрызского района.

## Географическое положение
Село расположено на левом берегу реки Кырыкмас, невдалеке от границы с Сарапульским районом Удмуртской республики. До центра сельского поселения, села Девятерня — 8,5 км по автодорогам к юго-западу. Расстояние до административного центра района, города Агрыз, составляет по автодорогам 100 км.
Постановлением Кабинета Министров Республики Татарстан входит в перечень населённых пунктов, находящихся в отдалённых или труднодоступных местностях Республики Татарстан.

## Демография
По данным на 1 января 2012 года в селе проживало 195 человек в 84 хозяйствах. По переписи 2010 года — 181 человек (90 мужчин, 91 женщина).
| 1680 | 1782 | 1859 | 1890 | 1897 | 1905 | 1920 | 1926 | 1938 | 1949 | 1958 | 1970 | 1989 | 2002 | 2010 |
| ---- | ---- | ---- | ---- | ---- | ---- | ---- | ---- | ---- | ---- | ---- | ---- | ---- | ---- | ---- |
| 40   | 133  | 766  | 861  | 820  | 881  | 1126 | 1071 | 991  | 692  | 544  | 521  | 289  | 243  | 181  |

Национальный состав
Согласно результатам переписи 2002 года, в национальной структуре населения татары составляли 98 %.

## Инфраструктура
В селе имеются школа-сад, сельский клуб, фельдшерско-акушерский пункт, два магазина, а также мечеть.